# Iago (Gattung)
Iago ist eine Gattung aus der Familie der Glatthaie (Triakidae), die mit drei Arten im Roten Meer, im nördlichen Indischen Ozean und im westlichen Pazifik von Australien bis zu den Philippinen und Vanuatu vorkommt.

## Merkmale
Iago-Arten haben einen schlanken Körper und werden 37 bis 75 cm lang. Die Schnauze ist mittellang und von oben und unten gesehen spitz abgerundet. Die Augen sind oval waagerecht und liegen seitlich. Die vorderen Nasenlappen sind niedrig, abgerundet oder eckig geformt und deutlich voneinander und vom Maul getrennt.  Nasengruben sind nicht vorhanden. Der Abstand der Nasenöffnungen liegt beim 1,4 bis 2-fachen des Durchmessers der Nasenöffnungen. Das Maul ist winkelförmig und mittelgroß. Die Labialfurchen sind mittellang, die oberen können fast das Niveau der Oberkiefersymphyse erreichen oder auch kurz sein. Die Zähne sind klingenartig und abgeflacht. Die Zähne in Ober- und Unterkiefer unterscheiden sich nur wenig. Die erste Rückenflosse ist mittelgroß, die Länge ihrer Basis ist halb so lang wie der dorsale Schwanzrand oder kleiner. Die Basis der ersten Rückenflosse beginnt variierend über der vorderen Brustflossenbasis bis zum hinteren Drittel der Brustflossenbasis. Die Mitte der Basis der ersten Rückenflosse liegt näher an der Brustflossenbasis als an der Bauchflossenbasis. Die zweite Rückenflosse ist nur wenig kleiner als die erste; ihre Höhe liegt bei 4/5 der Höhe der ersten Rückenflosse oder weniger. Die Afterflosse ist deutlich kleiner als die zweite Rückenflosse. Der untere Schwanzflossenlobus ist kaum entwickelt. Der Endlappen der Schwanzflosse ist mäßig lang.

## Arten
Die Gattung besteht aus vier Arten.

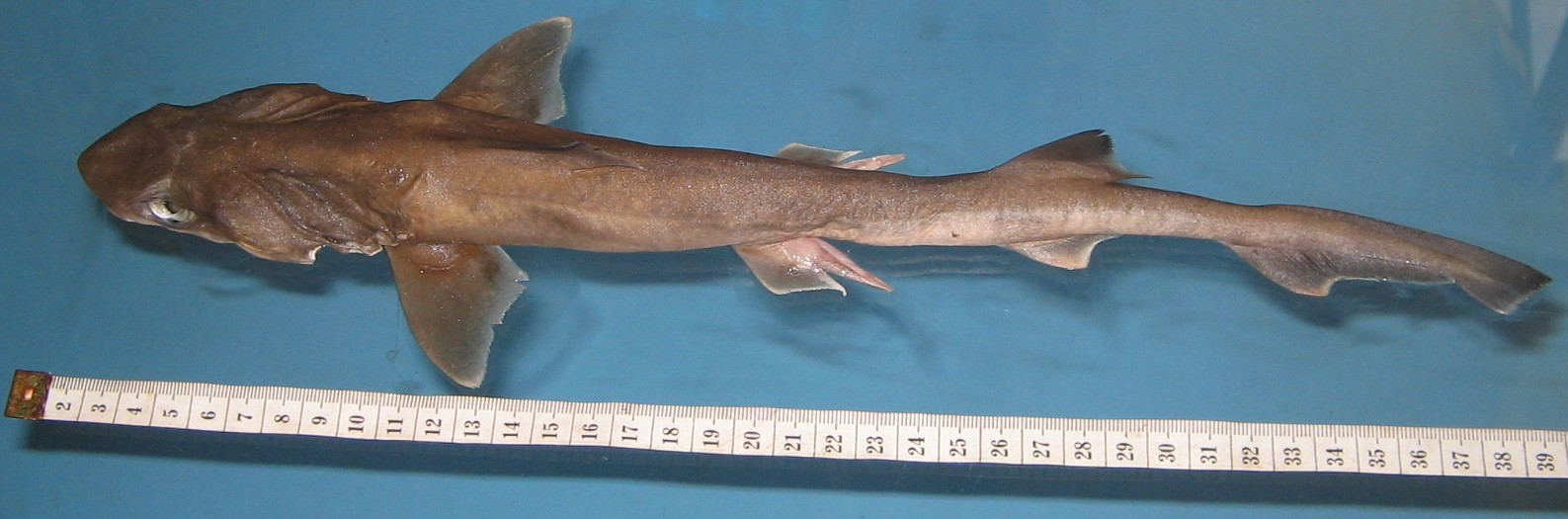
Iago omanensis oder Iago mangalorensis

- Iago garricki Fourmanoir & Rivaton, 1979
- Iago gopalakrishnani Bineesh et al., 2025
- Iago mangalorensis (Cubelio, Remya & Kurup, 2011)
- Iago omanensis (Norman, 1939), Typusart